# Elliot Smith
Elliot Smith (* 1987 oder 1988) ist ein professioneller kanadischer Pokerspieler. Er gewann 2017 das Main Event der PokerStars Championship.

## Pokerkarriere
Smith stammt aus Richmond in der Provinz British Columbia.
Seine erste Geldplatzierung bei einem Live-Turnier erzielte er im November 2007 in Richmond. Smith war im Juni 2008 erstmals bei der World Series of Poker im Rio All-Suite Hotel and Casino am Las Vegas Strip erfolgreich und kam bei drei Turnieren der Variante No Limit Hold’em ins Geld. Mitte Januar 2009 erreichte er beim Main Event der Aussie Millions Poker Championship in Melbourne den Finaltisch und beendete das Turnier auf dem dritten Platz, für den er sein bisher höchstes Preisgeld von 700.000 Australischen Dollar erhielt. Ein Jahr später belegte der Kanadier beim gleichen Turnier den mit 75.000 Australische Dollar dotierten 15. Rang. Ende Januar 2012 wurde er bei einem Semi-Shootout-Event der Aussie Millions Zweiter und sicherte sich 140.000 Australische Dollar. Ende Oktober 2013 landete er beim Main Event der World Poker Tour in Paris auf dem vierten Platz und wurde mit knapp 110.000 Euro ausbezahlt. Anfang April 2017 gewann Smith das Main Event der PokerStars Championship in Macau und erhielt eine Siegprämie von umgerechnet rund 370.000 US-Dollar. An gleicher Stelle beendete er im Februar 2018 das High Roller der Asia Pacific Poker Tour als Dritter und sicherte sich umgerechnet rund 130.000 US-Dollar. Seitdem blieben größere Turniererfolge aus.
Insgesamt hat sich Smith mit Poker bei Live-Turnieren knapp 2,5 Millionen US-Dollar erspielt.